# Huntly márkija
A Huntly márki skót főrendi cím, amelyet VI. Jakab skót király 1599-ben hozott létre a Gordon klán vezetője, Huntly grófja részére. A negyedik márki elnyerte a Gordon hercege címet, ám az ötödik Gordon herceggel a cím kihalt. A hercegek viselte Huntly márki címet a Gordon klán egyik mellékága, az Aboyne grófok örökölték és viselik a mai napig. A Huntly márki létrehozatala óta Skócia Rangidős Márkija (Premier Marquess of Scotland), ez volt az első ilyen rangú címadás volt Skóciában.
A szócikk speciális jelölései
A szócikkhez szorosan kötődő főnemesi címek mellett előfordulhat a ( 1488 II) jelzés. Ez azt jelenti, hogy a nemesi címet a skót peerage-ben, főrendben hozták létre 1488-ban. Ez volt a cím második létrehozása. Gyakran csak a létrehozás sorszámát jelentő római számokat adjuk meg.

### Gordon klán
A Gordon klán pontos eredete ismeretlen. Az első ismert klán vezető Richárd – vélhetően egy híres normann lovag unokája – állítólag III. Malcolm skót király idején egy szörnyűséges állatot ölt meg a Mersében. Az 1200 körül meghalt Richárd, aki Gordon barónia ura volt, földet adományozott a kelsoi Szent Mária szerzeteseinek, az adományt fia, Thomas megerősítette – az ezt igazoló okiratok bizonyítják létezésüket. Egy másik családtag, Bertram (néha Pierre Basile), 1199-ben a francia Limousinban a Châlus-Chabrol vár ostrománál nyílvesszővel megsebesítette Oroszlánszívű Richárdot, aki a sebesülést követő vérmérgezésben halt meg. Egyik utóduk, Adam Gordon – aki elvette unokatestvérét, Alicia Gordont, aki a Gordonok megszerzett birtokainak egyetlen örököse volt – III. Sándor skót király kérésére IX. Lajos francia királlyal tartott a hetedik keresztes hadjáratban a Szentföldre. Hagyomány szerint Adam unokájától, Sir Adamtól származnak Skócia összes Gordonjai. Ez az Adam Gordon 1297-ben támogatta William Wallace-t a Wigtown várának visszafoglalásában az angoloktól, és Adamot kinevezték a vár kormányzójává és Lorddá.
Az első skót függetlenségi háború idején Sir Adam Gordon Robert the Bruce elszánt támogatója volt. Adam 1333-ban elesett el a Halidon Hill-i csatában, de fia, Sir Alexander Gordon túlélte, és ő lett az első Gordon, akit „Huntlyból származóként“ említettek. Fia, a következő klánfő, John Gordon 1388-ban esett el az angolok vereségével végződött Otterburn-i csatában. Az ő fia, Adam Gordon 1402-ben a Homildon Hill-i csatában esett el. Egyetlen gyermeke, Elizabeth Gordon Alexander Setonhoz, a Seton klán leendő fejéhez ment feleségül.
Alexander Seton felmenői közül kiemelendő Christopher Seton, aki I. Róbert skót király testvérét vette el. Elisabeth Gordon anyai felmenői között található William Comyn, Badenoch ura (12. század. Moray – 1233 Buchan), Alexander Comyn, Buchan 2. grófja és Alexander Fraser. A Huntly címerpajzs e négy család – Gordon, Badenoch, Seton és Fraser - pajzsából alakult ki.
- A Gordon klán jelvénye. A „bydand“ felirat skót (doric [m 8]) kifejezés, amelynek jelentése „kitartó“, „állhatatos“ vagy „készen állni“. A „bydand“ az eredeti, középkori skót nyelvből származik, és a modern angol nyelvben „abiding“ vagy „remaining steadfast“ formában értelmezhető.
- Gordon család Kék (azúr) alapon három levágott vaddisznófej arany színben, vörös nyelvvel.
- Seton család Arany alapon három vörös félhold, amelyeket egy vörös, liliomokkal díszített kettős szegély vesz körül. A szegély ebben az esetben királyi kapcsolatokra utal.
- Fraser család Kék alapon három ezüst ötlevelű virág.
- Huntly grófok és márkik címerpajzsa.

### Huntly grófjai

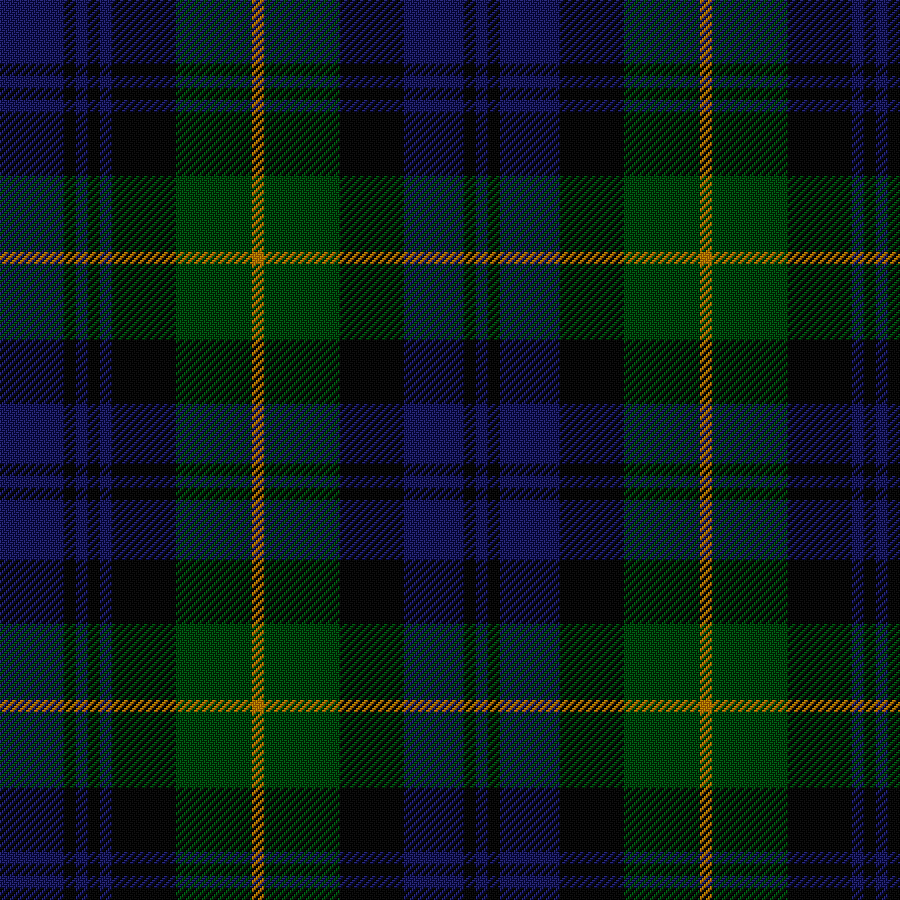
Ez a verzió a Gordon tartán ma leginkább használt változata. A tartán megegyezik a 92. (Gordon Highlanders) gyalogezred tartánjával, amely viszont a 42. gyalogezred („Black Watch“) mintáján alapul.

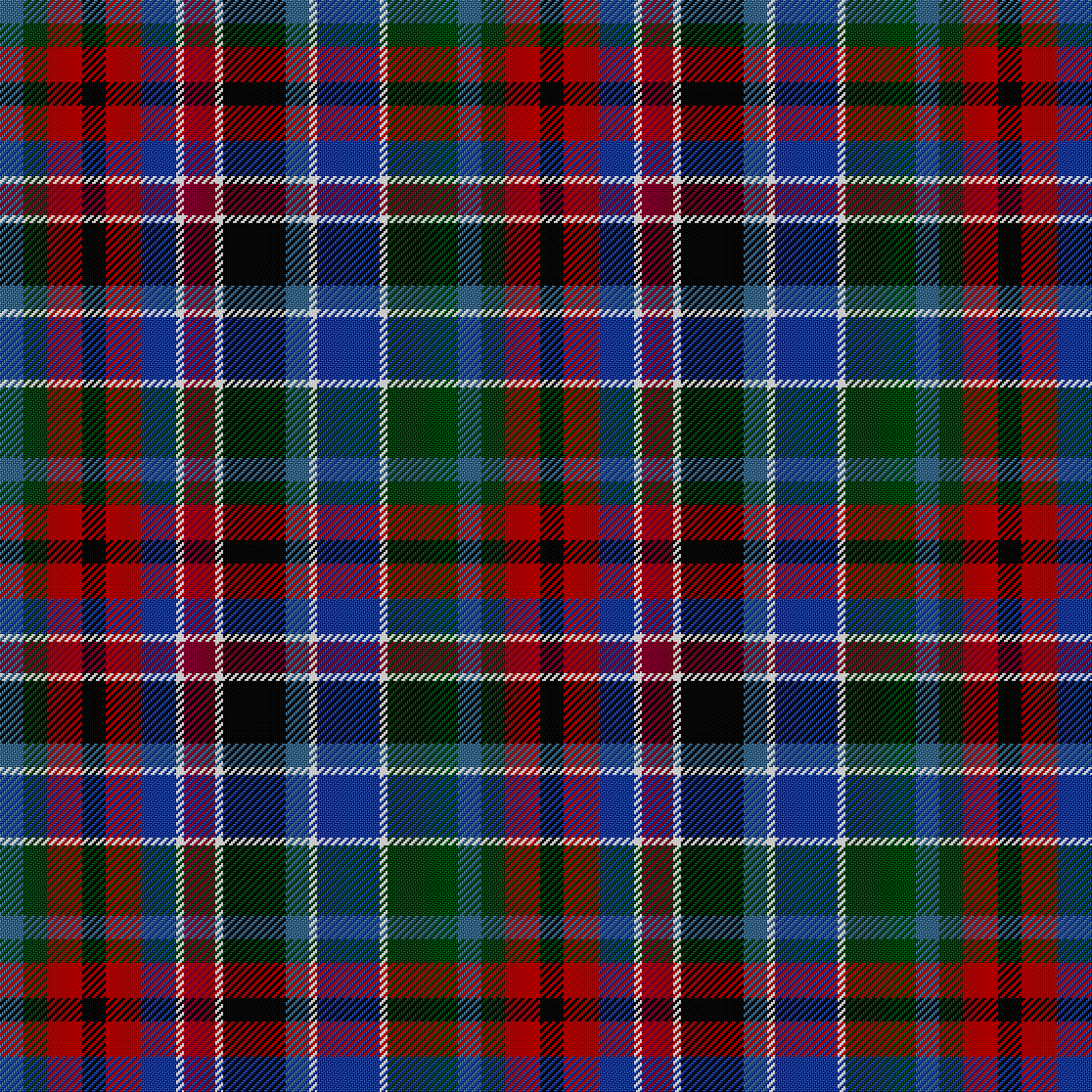
Egy összetett tartán, amelyben dominálnak a piros, kék, zöld és lila színek, fehér átlós csíkozással. Az egyik Gordon vörös tartán első feljegyzése 1930–1950 közötti időszakból származik, bár valószínűleg jóval régebbi eredetű. A Gordon klán több elismert tartánnal rendelkezik, amelyek többségében zöld, kék és fekete színek dominálnak, de léteznek ünnepi mintázatok, néhány vörös alapú tartán, valamint a klán különálló ágai számára készült változatok is.

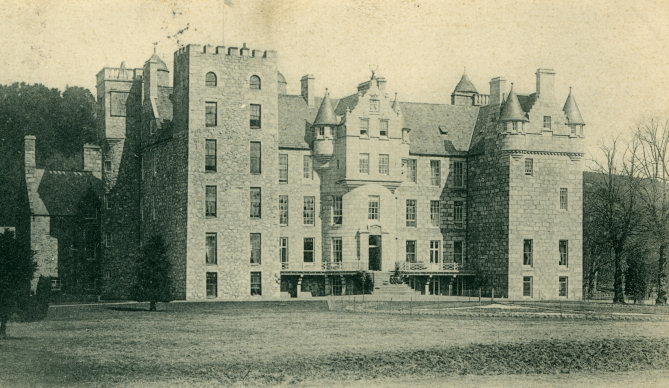
Az Aboyne kastély. A kastély 1449-ben William de Keith, Skócia főmarsallja dédunokájának, Joan Keith-nek volt a hozománya, amikor Alexander Gordon, Huntly első grófja elvette (1449). Aboyne faluját Charles Gordon, Aboyne első grófja alapította 1671-ben. Ugyanebben az évben újjáépítette az Aboyne-kastély nyugati szárnyát is. A kastély a Grampian-hegység déli részén átvezető átkelők egyikénél található. John Erskine, Mar hatodik grófja 1715 szeptemberében Aboyne-ba szervezett nagy vadászatot, amely találkozó ürügyként szolgált a jakobita nemesek és földbirtokosok összejövetelére, hogy megvitassák az esedékes jakobita felkelés terveit. A felkelés három nappal később kezdődött Braemarban. A kastély jelenlegi tulajdonosa Huntly márkija

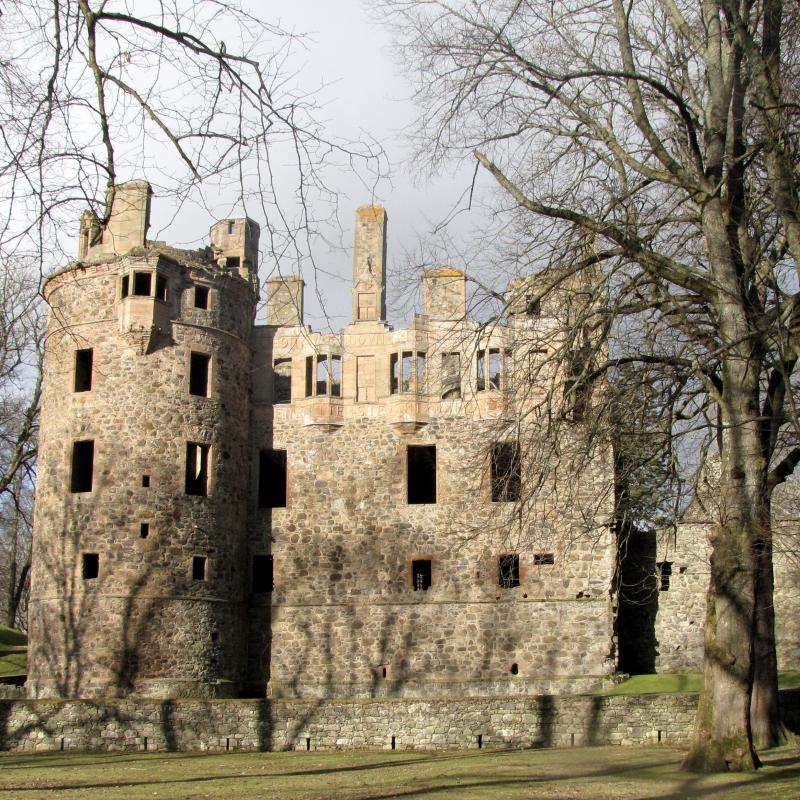
A Huntly kastély Aberdeenshire-ben található. A XII. században építették motte-and-bailey stílusban, a XV–XVII. század között reneszánsz stílusban átépítették. Jelenleg romos állapotban van, de látogatható

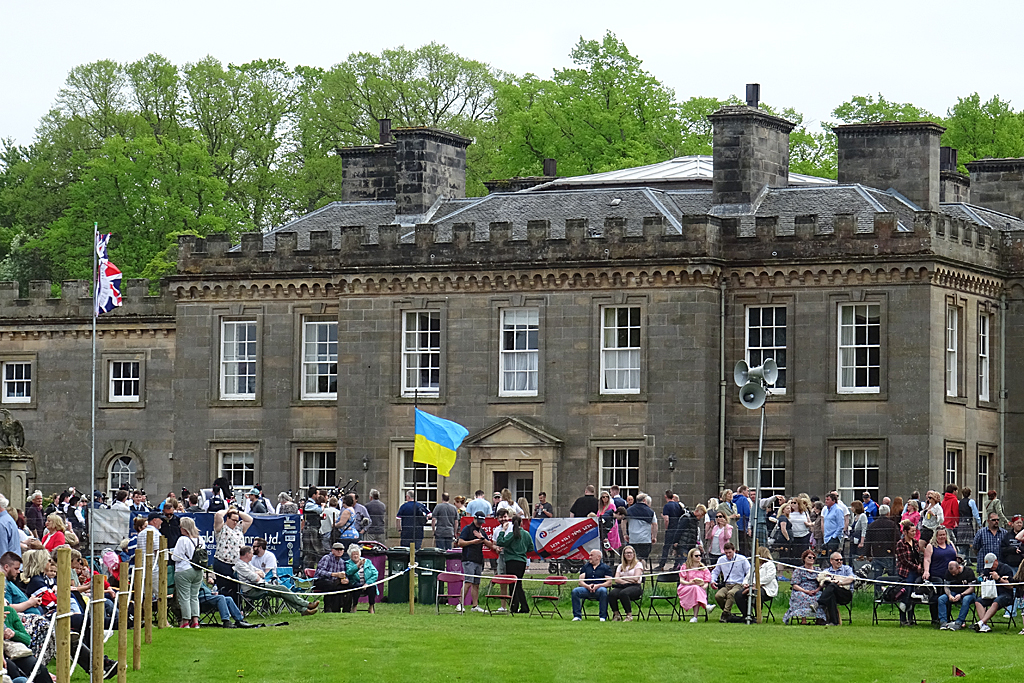
A Gordon kastély a XVI. században épült Morayshire-ben a Gordon család egyik fő rezidenciájaként. Ma is használatban van, luxusrendezvények és esküvők helyszíneként. Híres kertjeiről és ginlepárlójáról

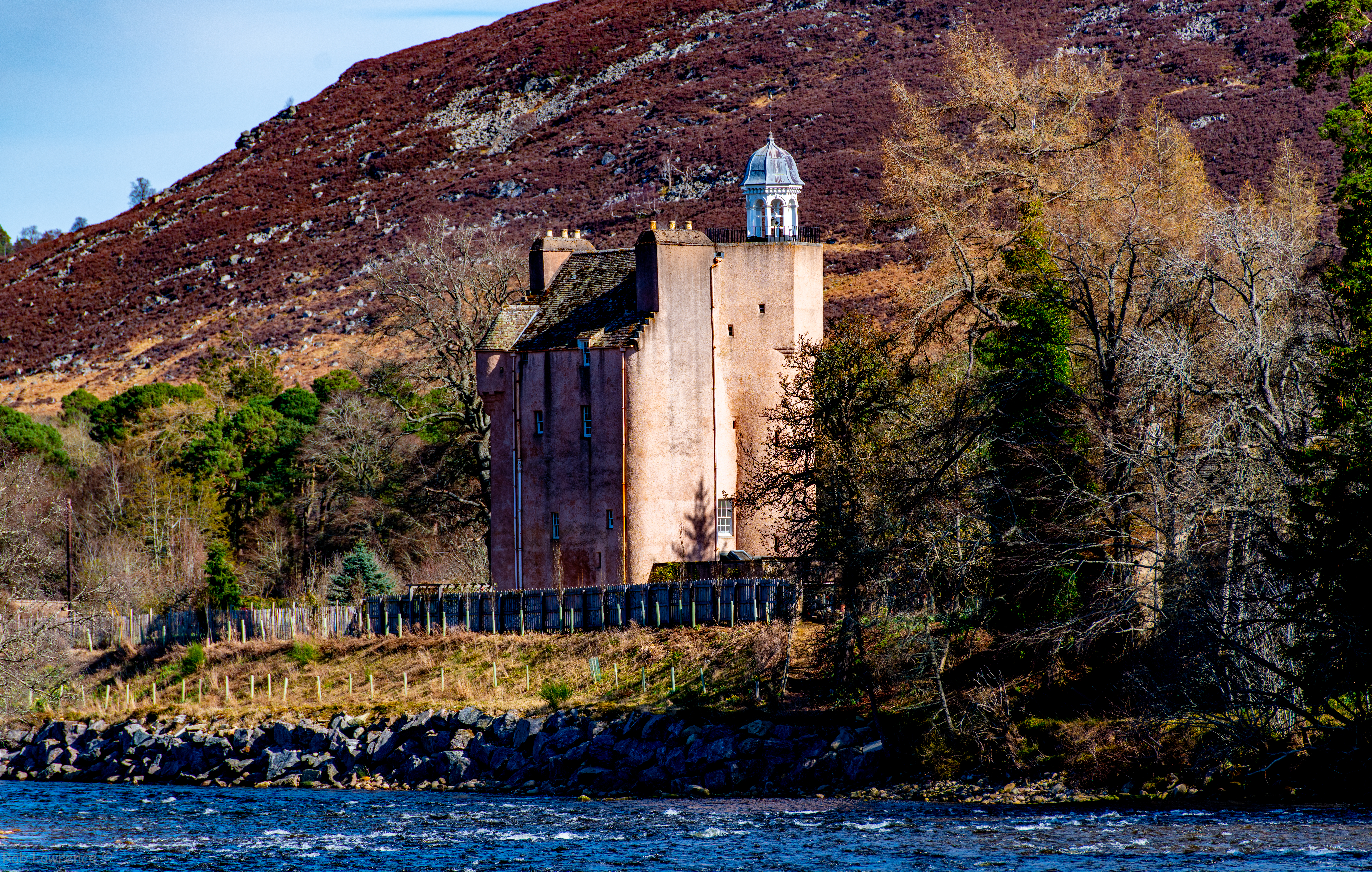
Az Aberdeenshire-ben található Abergeldie kastély a XVI. században épült, egykor a Gordon család birtokában volt. Ma is lakott épület

Alexander Seton (~1409–1470), Huntly 1. grófja
Alexander Seton, 1457-től Alexander Gordon (~1409 – 1470. július 15.) és felesége, Elizabeth Crichton leszármazottai a Gordon nevet viselték, és az elsőszülött férfiak a Gordon klán főnökei lettek. Valószínűleg jelentős katonai és politikai sikerei miatt a népi vagy kortárs beceneve a „Cock o' the North“ lett, ami Észak vezetőjét, Észak urát jelenti, amely azóta a Gordon klán vezetőinek állandó megjelölésévé vált. Első fontosabb küldetéseként 1435-ben elkísérte Margit skót hercegnőt Franciaországba, hogy házasságot kössön a francia dauphinnel.
Birtokait és öröklését rendezendő 1441-ben bevett módon lemondott földjeiről a király javára, de visszakapta azokat új novodamus-szal, amely megerősítette  a saját és felesége, Elizabeth jogát Gordon (Berwickshire), valamint Strathbogie, Aboyne, Glentanner és Glenmuick területekre (Aberdeenshire), illetve Panbride (Forfarshire) uradalmára, valamint fiuk, George Gordon törvényes férfiörökösei számára is garantálta ezeket. Az oklevél megerősített egy korábbi földcsere-megállapodást William Keith és Margaret Fraser (anyai nagyszülei) és William Lindsay, Byres lordja között, amely Dunottar területének cseréjét érintette. 1451. április 28-án királyi oklevélben kapta meg Badenoch uradalmát és Ruthven várát.
II. Jakab skót király főnemesi rangra emelte, ő lett Huntly első grófja ( 1445). A grófi cím adományozási dátuma nem egyértelmű. A Cracroft Peerage szerint 1445. július 3-a előtt történt az adományozás.
 A The Peerage hivatkozásai szerint az eseményre 1444. október 30. és 1445. július 3. között került sor. De van adat arról is, hogy 1449-ben történt a cím adományozás.. A szócikkben 1445-t használjuk, a címet az Elizabeth Crichtontól származó férfi utódok örökölhették.
A királyi hatalom mellett állva – apósa William, 1. Lord Crichton Skócia kancellárja volt – szembekerült James Douglas-szal, Douglas 9. grófjával, Johnnal, Ross 12. grófjával, a Szigetek Urával (Lord of the Isles) és Alexander Lindsay-jel, Crawford 4. grófjával. 1452-ben a Brechin-i csatában legyőzte Crawford gróf seregét, így biztosítva a királyi hatalmat a lázadó nemesekkel szemben. Huntly 1470. július 15-én hunyt el Huntly kastélyában, és az Elgin székesegyházban temették el. Jelentős örökséget hagyott maga után - a már említett birtokokon túl nagyanyjától, Elizabeth Keithtől megörökölte Aboyne-t, Clunyt és Glenmuicket (Aberdeenshire) – amely megalapozta a Gordon család további befolyását Skóciában.
George Gordon (1441–1501), Huntly 2. grófja
George Alexander (Seton) Gordon, Huntly első grófjának és második feleségének, Elizabeth Crichtonnak, William Crichton, Crichton első lordjának lányának fia volt. George nevét először 1441-ben említik, apja novodamus-szal rendezte birtokait és örökösödését.
1455. május 20-án George Gordon szerződéses házasságot kötött Lady Elizabeth Dunbarral, James Dunbar, Moray 7. grófjának lányával. A házasságot vérrokonság miatt – a középkorban gyakran negyedfokú vagy annál közelebbi vérrokonságra hivatkoztak, amikor a házasulandók közös dédszülőkkel rendelkeztek – érvénytelenítették lett 1459–60 márciusa előtt, a házaspárnak nem született gyermeke. George második felesége Skóciai Annabella hercegnő volt, I. Jakab skót király legfiatalabb lánya, akivel 1459–60 márciusa előtt kötött házasságot. Néhány év házasság után Huntly grófja eljárást indított, hogy ezt a házasságot is érvénytelenítsék, azzal az indokkal, hogy Annabella hercegnő a harmad- és negyedfokú rokonságban állt első feleségével, Elizabeth Dunbarral. A házasságot 1471. július 24-én bontották fel.
Amint Huntly grófja lett (1470), Johnnal, Ross 12. grófjával háborúzott, amelybe III. Jakab skót király is beavatkozott. Ross-t hazaárulással vádolták, és mivel nem tett eleget a királyi idézésnek, törvényen kívül helyezték. Az ellene küldött expedíciók egy részét Alexander vezette, aki elfoglalta Dingwall várát, és seregével Lochaberbe nyomult. Ross ezután engedett, és kegyelmet kért a királytól. 1479-ben George lett az északi területek (a Forth folyótól északra) bírája, fő feladata a felvidéki klánok közötti viszályok elfojtása volt.
Harmadjára korábbi szeretőjét,  William Hay Erroll 1. grófjának lányát, Elizabeth Hayt vette el. Ünnepélyesen megesküdött, hogy nem folytatott testi kapcsolatot Elizabeth Hay-jel a házasságkötésük előtt. Az esküvőt 1476. május 12-én tartották, ebből a házasságból született meg a Huntly 3. grófja. Megkapta Schivas (Aberdeenshire) és Aboyne, Enzie és Netherdale (Banffshire) földjeit, 1497-ben George Gordont Skócia főkancellárjává nevezték ki. Huntly második grófja 1501. június 8-án hunyt el a Stirling várában.
Alexander Gordon, Huntly 3. grófja (–1524)
IV. Jakab skót király közeli családtagjaként jelentős földbirtokokat – Strathavon (Banffshire) és  Brae (Lochaber ) – kapott élete során. 1500-ban Inverness-shire örökletes seriffjévé nevezték ki. 1503-ban IV. Jakab házassági szerződésének egyik tanúja, két évvel később részt vett a Szigetek lázadásainak leverésében. 1509-ben kinevezték a királyi Lochaber birtok irányítójává (feu
). A skót sereg bal szárnyát vezette a Floddeni csatában, azon kevés skót nemesek egyike volt, akik túlélték a csatát. 1517-ben a kiskorú V. Jakab skót király régens tanácsának tagja lett, és 1517–18-ban a király helyettesévé nevezték ki egész Skóciában, Argyllshire kivételével. Szerződéssel vette feleségül Jean Stewart-ot (–1510), John Stewart, Atholl 1. grófjának lányát. Alexander 1524. január 21-én hunyt el Perthben, és a Blackfriars kolostor templomának kórusában temették el.
George Gordon (1514–1562), Huntly 4. grófja
George Gordon (1514 Aberdeen – 1562. október 28.) tízévesen örökölte grófi címet és birtokait nagyapjától, apja – John Gordon (–1517) – nagyapja előtt halt meg.. Skócia egyik régense (1536), majd a királyi hadsereg parancsnoka, 1542-ben legyőzte az angolokat a Haddon Rig-i csatában, és tagja volt a kiskorú király régens tanácsának, amelyet James Hamilton Arran 2. grófja, valamint Beaton bíboros vezetett. Beaton 1546-os meggyilkolása után átvette a kancellári tisztséget (1546-49). 1547-ben a Pinkie Cleugh-i csatában fogságba esett, és a londoni Towerbe zárták, de 1548 őszén szabadon engedték, miután váltságdíját kifizették.
1550-ben Guise-i Mária királynővel Franciaországba utazott. 1560-ban csatlakozott a református Covenanter mozgalomhoz, de a katolikus és reformált istentisztelet közötti együttélés formájáért dolgozott, ismét Skócia kancellárja  volt 1561-62 között.  Huntly Mária királynőt támogatta, részt vett a vallási– és klán–háborúkban, ahol a változó erőviszonyok erodálták az iránta érzett bizalmat. Egyes források szerint az után vonult vissza Skócia északkeleti részén levő birtokaira, hogy Mária a korábban 1549-ben neki adott Moray grófságot féltestvérének, James Stewartnak adta. Más, megbízhatóbbnak tűnő források szerint soha sem volt Moray grófja.
1562 augusztusában Mária királynő északkeleti körutat tett, ám Inverness kastélyába Huntly parancsára nem engedték be. A királynő erői elfoglalták a kastélyt, majd Aberdeen ellen vonultak. Mária maga elé hívta Huntly-t, aki ezt figyelmen kívül hagyta, ezért törvényen kívülre került. James Stewart, Moray 1. grófja legyőzte a Corrichie-i csatában 1562 októberében. Elfogása után szélütésben halt meg, fiát, Johnt pedig Aberdeennél kivégezték. Huntlyt 1563 májusában a parlament posztumusz megfosztotta javaitól és címeitől.
George Gordon,  Huntly 5. grófja
A 4. gróf második fia, George Gordon, (1534 Huntly – 1576. október 19.) huszonkét éves korától Inverness-shire seriffje volt. 1562-ben Mária királynő északra utazott, hogy Huntly 4. grófját ismét behódoltassa, de a gróf ellenállt, így a királynő ostrommal vette be Inverness kastélyát. A 4. grófot két fiával – Johnnal és Adam Gordonnal – elfogták. A gróf a fogságban szélütésben meghalt, az idősebbik fiút három nappal később kivégezték. George-ot is lefogták, 1563-ban hazaárulásért halálra ítélték, és Dunbar kastélyában bebörtönözték egészen addig, amíg Mária királynő 1565-ben össze nem házasodott Lord Darnley-vel. A Chaseabout Raid néven ismert lázadás során, amely Mária királynő ellen irányult, címeit visszaadták, hogy biztosítsák hűségét a királynő iránt.
Gordon szövetségre lépett James Hepburnnel, Bothwell 4. grófjával, aki testvérének, Jeannak volt a férje. Miután a féltékeny Lord Darnley vezetésével meggyilkolták Mária királynő olasz magántitkárát, Huntly csatlakozott a királynőhöz, hamarosan Skócia kancellárja (1567) lett. Huntly részt vett Bothwell sikertelen összeesküvésében, amelynek célja a régens – James Stewart, Moray 1. grófja, I. Jakab skót király törvénytelen fia – meggyilkolása volt. Támogatta Lord Darnley meggyilkolását és Bothwell gróf és Mária házasságát. Bothwellt az erősen részrehajló bíróság felmentette a Lord Darnley ellen elkövetett gyilkosság vádja alól, Huntly is visszakapta birtokait 1567-re. Fontos szerepet játszott a királynő elfogásában. Mária menekülését követően északra vonult, ahol Argyll 5. grófjával szövetségben irányította a területet, de végül Mária parancsára feloszlatta seregét.
1569-ben egyezséget kötött Moray régenssel, melynek keretében viszályait rendezte és ígéretet nyert bűneinek elengedésére. Ennek ellenére folytatta a Mária-párti polgárháborút, megszerezte Edinburgh várát, és elfogta Lennox régenst Stirling várában. 1572-ben békét kötött Morton régenssel, és néhány évvel később, látszólag jó egészségi állapotban, hirtelen hunyt el.
George Gordon Anne Hamiltonnak, Arran 2. grófjának James Hamiltonnak harmadik lányával kötött házasságot. Ez a házasság politikailag fontos szövetséget jelentett, amely megerősítette a Gordon család kapcsolatát a Hamiltonokkal, Skócia egyik legbefolyásosabb nemesi családjával. Anne nővére, Margaret Hamilton, George bátyjának, Alexandernek volt a felesége, ám Alexander 1553-ban gyermektelenül elhunyt. A két család közötti házassági kötelék fenntartása stratégiai jelentőségű volt a politikai és társadalmi helyzet szempontjából.

### Huntly márkijai (1-4)
George Gordon (1562–1636) Huntly 6. grófja, majd Huntly 1. márkija (1599)
George Gordon (1562 Dundee – 1636. június 13.) tizennégy évesen örökölte grófi címét. Tanulmányait Franciaországban végezte, ahol erős katolikus befolyás érte. 1588-ban Huntly-t kinevezték a Királyi Testőrség kapitányává, ami biztosította helyét VI. Jakab király közvetlen közelében. Ebben az évben azonban spanyol kapcsolatai miatt konfliktusba került a királyi udvarral. Spanyol segítséggel próbálta elősegíteni a katolicizmus visszaállítását Skóciában, amit az úgynevezett „Spanish Blanks“ ügyben való részvétele is bizonyít. Az összeesküvésben játszott szerepéért 1588 és 1589 között a Borthwick kastélyban tartották fogva, hazaárulás vádjával.
1592-ben James Stewartot, Moray 2. grófját személyesen ölte meg (ez vitatott) Donibristle kastélyának felgyújtása során Fife-ban. Ez az esemény súlyos következményekkel járt, mivel Stewart halála politikai vihart kavart, Huntly földjei megtorlásként támadások célpontjává váltak. Az ügy kapcsán született a „The Bonnie Earl o' Moray“ ballada, amely a gróf elleni népi elégedetlenséget tükrözi.
1594-ben Huntly ismét fellázadt a kormány ellen, és október 3-án a Glenlivet-i csatában szembeszállt a kormányerőkkel, amelyeket Archibald Campbell, Argyll 5. grófja vezetett. Bár katonai győzelmet aratott, politikailag kevés előnyt szerzett. A csata után VI. Jakab király parancsára felrobbantották Huntly strathbogie-i kastélyát, és Huntlyt száműzték. Rövid időn belül visszatért Skóciába, bár jelenlétét sokáig csak megtűrték. 1597-ben engedett a presbiteriánus egyház követeléseinek, és hivatalosan lemondott katolikus hitéről, ami lehetővé tette birtokainak visszaszerzését.
1599. április 17-én VI. Jakab Huntly-t márkivá ( 1599) emelte Gordont. Ugyanebben az évben kinevezték Skócia titkos tanácsának tagjává, és Lennox hercegével – George felesége Henrietta Stewart (1573–1642) Lennox lány volt – az ország északi részének helytartója lett. Bár hatalma jelentős volt, vallási nézetei és politikai szerepe továbbra is vitákat generáltak.
A XVII. század elején Huntly ismét konfliktusba keveredett az egyházzal. 1608-ban újra kiközösítették, és Stirling kastélyában tartották fogva, míg 1610-ben ismét le nem mondott katolicizmusáról. Azonban 1616-ban visszatért katolikus hitéhez, ami újabb konfliktusokat eredményezett. 1630-ban elvesztette az Aberdeen és Inverness örökletes seriffjei címeket, ami politikai befolyásának csökkenését jelezte. 1636. június 13-án halt meg Dundee-ban, útban strathbogie-i birtokai felé.
George Gordon (1592–1649), Huntly 2. márkija

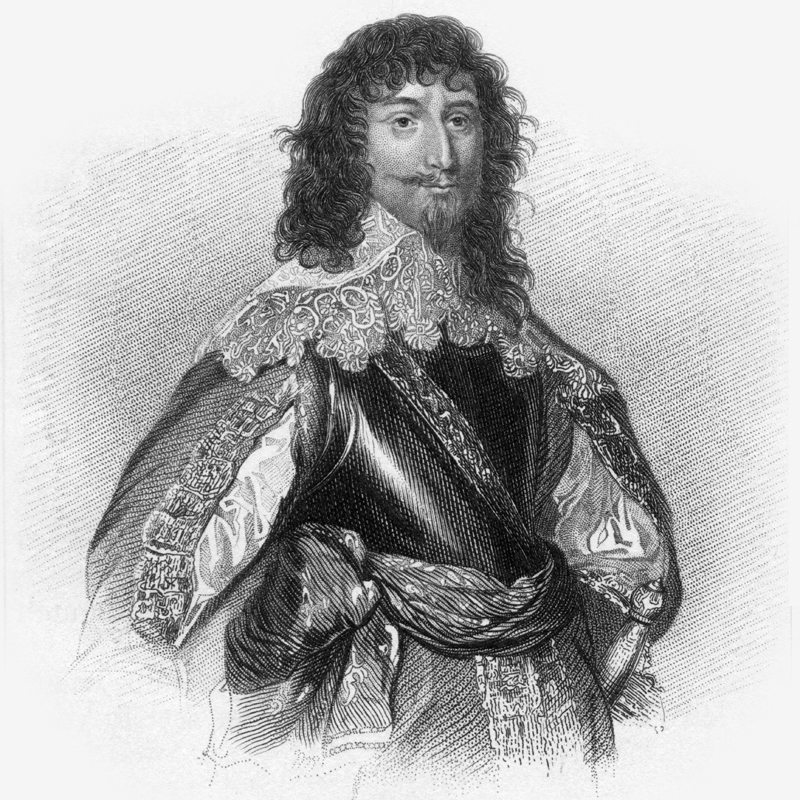
George Gordon, Huntly 2. márki vésett portréja (1872).
A hivatkozott könyv ezen nyomata Anthony van Dyck festményéből származik; a fémmetszetet (Brady) Thomas Phillibrown készítette, aki 1834-től körülbelül 1860-ig volt aktív.

A Gordon család hagyományosan katolikus hitet vallott, és Skócia északi részén a katolicizmus egyik legfőbb védelmezője volt. George (1592 Dundee – 1649. március 22.)azonban protestáns neveltetést kapott Angliában, hogy politikai elfogadottságát biztosítsák a skót és angol udvarban. Ez a döntés apja politikai megfontolásaiból fakadt, aki így akarta megerősíteni családja helyzetét VI. Jakab skót király udvarában. A király 1632. április 20-án Aboyne vikomtjává ( 1632) tette.
1636-ben, apja halála után George Gordon örökölte a Huntly márkija címet, valamint a család hatalmas birtokait. Politikai és vallási helyzete hamarosan kihívásokkal szembesült, amikor 1638-ban a Covenant mozgalom, amely a skót presbiteriánus egyház függetlenségét és a katolicizmus kizárását támogatta, egyre nagyobb befolyásra tett szert. Huntly visszautasította a National Covenant aláírását, és hűséges maradt I. Károly királyhoz, akit vallási és politikai szövetségesének tekintett. Ez a döntése konfliktusba sodorta a Covenanterekkel, akik 1639-ben elfoglalták Huntly központját, az aberdeenshi Gordon kastélyt.
A polgárháború alatt Huntly hűséges maradt a királypárti ügyhöz, bár politikai és katonai stratégiája gyakran bizonytalannak bizonyult. 1644-ben együttműködött James Grahammal, Montrose 1. márkijával, aki szintén a királypárti oldal vezetője volt, de a két vezető közötti konfliktusok jelentősen gyengítették a királypárti ügyet Skóciában. Huntly az északi területeken harcolt, különösen Lochaber környékén, ahol a Mackintosh klán ellen vezette erőit. 1644-ben Huntlyt kiközösítették, ami tovább nehezítette helyzetét. 1647-ben elfogták, miután a királypárti erők vereséget szenvedtek a Covenanterek ellen. Bár korábban több alkalommal megbocsátottak neki, politikai helyzete fokozatosan gyengült. 1649. március 22-én Huntlyt Edinburghban, a Grassmarket terén kivégezték és ezzel egyidejűleg címeit és birtokait is elvesztette. Halála a királypárti ügy egyik szimbolikus vesztesége volt a polgárháború idején.
Lewis Gordon, Huntly 3. márkija (1626-1653)
Lewis Gordonról kevés megbízható forrásból származó információ maradt fent.
Egyik forráscsoport Lewis fiatalkoráról azt állítja, hogy születésekor apja a Garde Écossaise parancsnoka volt, és a francia XIII. Lajos tiszteletére nevezték el. Tízéves koráig nagyapja, George Gordon, Huntly 1. márkija nevelte. Már fiatalon vakmerő romantikusként mutatkozott be: gyermekként ellopott néhány ékszert, és megpróbált Hollandiába hajózni, feltételezhetően azért, hogy csatlakozzon a hadsereghez. Tizenhárom éves korában kitört az első püspökháború, és a fiatal nemes kiszökött a Gordon-kastélyból (egyes beszámolók szerint a falon mászott át), majd azonnal a Felföldre sietett, ahol apja birtokairól toborzott klánharcosokból állított össze egy brigádot a Covenanterek ellen.
Más források szerint Gordon egy ideig Grant kastély melletti barlangban bujkált a kastély ura lánya, Mary Grant segítségével, akit Gordon 1644-ben feleségül vett. 1645-ben Lewis megtámadta a moray-i Brodie kastélyt, amelyet felgyújtott, ezzel megsemmisítve számos értékes archívumot és dokumentumot, amelyek a Brodie klán eredetéről szóltak. A Brodie klán presbiteriánus volt, Gordon katolikus. Lewis Gordon királypárti volt, testvérével, James Gordonnal, Aboyne vikomttal harcolt a James Graham, Montrose 1. márkija által irányított hadseregben. 1650-ben sikertelenül ostromolta Inverness kastélyát, amelyet a Lovati Fraser klán szövetségei tartottak James Fraser Brea vezetésével.
1651-ben II. Károly megjutalmazta Gordont támogatásáért azzal, hogy visszaadta apja elkobzott címeit, de a hivatalos parlamenti rehabilitáció csak 1661-ben történt meg.. Apja birtokait, amelyeket szintén elvesztettek, és amelyek most Archibald Campbell Argyll 1. márkija kezében voltak, nem adták vissza, mert Gordon nem volt hajlandó a skót presbiteriánus egyházhoz csatlakozni. A királypártiak veresége után Gordon megpróbált tárgyalni Campbellel családi birtokainak visszaadásáról – sikertelenül. 26 vagy 27 éves korában halt meg, fiatal özvegyét, három lányát és egy négyéves fiút – aki később Gordon első hercege lett – hagyva maga után.
George Gordon (1649-1717), Huntly 4. márkija, Gordon 1. hercege (1684)
George Gordon(1649 Leith – 1716. december 7.) a Gordon család befolyásának helyreállítása és fenntartása mellett a dicsőséges forradalom zűrzavarában is hűséges maradt a Stuart-házhoz. Apja korai halála után, mindössze tízévesen örökölte a Huntly márkija címet. Bár családja birtokait és címeit a polgárháborús évek során elkobozták, II. Károly visszaállította őket 1661-ben, miután a királypártiak győztek. 1673-ban csatlakozott a francia hadsereghez, ahol jelentős tapasztalatot szerzett az európai hadszíntereken, különösen a hollandiai háborúk során. Részt vett a Maastricht 1673-as ostromában, valamint a francia-flamand háborúban Turenne marsall és az Orániai herceg oldalán.
1684. november 1-én az uralkodó Gordon hercegévé tette ( 1684)
  A következő évben, amikor Argyll grófja lázadást vezetett a Skót-felföldön, Gordont nevezték ki a királyi erők északi parancsnokává. Bár a lázadás gyorsan elbukott, Gordon pozíciója megerősödött.
1688-ban, a dicsőséges forradalom idején, Gordon Edinburgh várának kapitányaként szolgált. Hű maradt II. Jakabhoz, és védelmezte a várat a konvent által küldött ostromló erők ellen. Miután a lőszerek elfogytak, Gordon megadta magát, de biztosította a vár védőinek tisztes visszavonulását. A Stuart-ház híveként Gordon a dicsőséges forradalom után is kapcsolatban állt a jakobita udvarral. Bár a Hanover-ház alatt több alkalommal bebörtönözték hűsége miatt, politikai tevékenysége továbbra is jelentős maradt. Élete végén, 1716-ban, Edinburgh-ban halt meg házi őrizet alatt.
George felesége a Norfolk hercegének a lánya, Elisabeth Howard (1659–1732) volt, akitől két gyereke született. A hercegi pár 1707-től külön élt, valószínűleg vallási és politikai különbségek álltak a háttérben. George Gordon hűséges katolikus jakobita volt, míg Lady Elizabeth Howard protestáns maradt. A különéléséről már 1697-ben említés történik, amikor Elizabeth visszavonult egy flandriai kolostorba. A jogi vita külön tartás biztosításáról folyt közöttük. Egy 1707. március 19. levélben Elizabeth örömét fejezi ki a jogi siker miatt, amely külön ellátást biztosított számára, utalva arra, hogy a különválás már ekkor érvényben volt. Lányuk, Jane a jakobista James Drummond (1674–1720), Perth 2. hercege felesége lett. A Perth hercege cím jakobita főrendi cím, amit a jelenlegi törvények nem ismernek el.

### Huntly márkijai (5–9), egyben Gordon hercegei
A Gordon hercegeket önálló szócikk mutatja be. Gordon hercegei viselték a független Huntly márki és Huntly gróf címeket is, ezeket a szokásnak megfelelően nem jeleztük, se a sorszámozásuk folyamatos.
- George Gordon (1649-1717), Gordon 1. hercege
- Alexander Gordon (1678–1728), Gordon 2. hercege
- Cosmo Gordon (1720–1752), Gordon 3. hercege
- Alexander Gordon (1743–1827), Gordon 4. hercege
- George Gordon (1770–1836), Gordon 5. hercege

George Gordon halálával a Gordon hercegi cím ( 1684) kihalt, ahogy a Norwich grófja ( 1784) cím is.
A birtokokat az ötödik herceg nővére, Charlotte Gordon örökölte, aki Charles Lennox Richmond, Lennox és Aubigny 4. hercege felesége volt. A fiuk, Richmond 5. hercege felvette a Gordont családnevei közé, a hatodik Richmond herceget Viktória brit királynő Gordon hercegévé ( 1876 II) tette.

### A Huntly márki és Huntly gróf címek öröklése
Gordon 5. hercege 1836. május 28-án bekövetkezett halála után a Huntly márki címet a férfiági örökös, George Gordon, Aboyne 5. grófja követelte. Az Előjogok Bizottsága (Committee for Privileges) 1838. június 21-i döntésében elfogadta a Huntly márkijára vonatkozó igényt.
Az egyik forrás szerint a Huntly márki alcímeit is használhatta Huntly 9. márkija és leszármazottai, a másik forrás szerint nem, csak a márki címet.
A herceg halála után a Huntly grófi címet is követelte Aboyne 5. grófja. Az egyik forrás szerint a Bizottság elfogadta a kérelmet, a másik szerint nem. A megtagadó érvelés szerint az Előjogok Bizottsága szintén elutasította Aboyne grófjának igényét a Huntly grófja címre. Az érvelés szerint a Huntly grófja címet úgy hozták létre, hogy az bármely örökösre (to heirs whatsoever) szállhat, és így eltérő rendeltetése van, mint a Huntly márkijának, amelyet csak férfiági örökösök számára (heirs male) hoztak létre. Emellett azt is állították, hogy a grófi címet nem szüntették meg, nem olvasztották be, amikor a márkiságot létrehozták. Ha ez az érvelés elfogadható, akkor a Huntly grófja cím a Richmond, Lennox és Gordon hercegét illetné, mint a család nőági örökösét.
Azonban, ha a Parlament által hozott törvény, amely visszaállította a Huntly márki címet a 3. márki részére, nem általános visszaállítás volt, hanem kifejezetten a férfiági örökösökre korlátozódott, és az összes címet érintette, amelyet a száműzött Huntly 2. márkija birtokolt, akkor a Huntly grófja cím a Huntly márkiját illetné, mint a család férfiági örökösét.
A Huntly márki ( 1599) címeket hatod unokatestvére (egy generációs eltéréssel), George Gordon, Aboyne 5. grófja örökölte. Az Egyesült Királyság nemesi címeinek hivatalos listái, mint a Debrett's Peerage and Baronetage és a Burke's Peerage, megerősítik, hogy a Huntly grófja cím jelenleg a Huntly márkija cím alá tartozik, és nincs külön viselője – az említett listakezelő oldalak fizetősek, ezért nem szerepelnek forrásként.

### Gordon márkik (9–)
George Gordon (1761–1853), Aboyne 5. grófja, majd Huntly 9. márkija KT
George Gordon (1761. június 28. – 1853. június 17.) Edinburgh-ban született. Fiatalon csatlakozott a hadsereghez, később pedig Franciaországban, XVI. Lajos udvarában tevékenykedett, közvetlenül a Francia forradalom előtt tért vissza Skóciába, ahol katonai karrierbe kezdett. Az első gyalogezred zászlósává nevezték ki, majd még ugyanabban az évben kapitányi rangot kapott a 81. gyalogezredben. 1780-ban Írország lordhelyettesének segédtisztje lett, majd 1789 és 1792 között alezredesként szolgált a 35. gyalogezredben. Katonai tisztségei közül kiemelkedik, hogy 1830 és 1837 között IV. Vilmos király, majd 1837-től 1853-ig Viktória királynő segédtisztje volt.
1794. december 28-án örökölte meg az Aboyne grófja címet, skót képviselő peerként szolgált a Lordok Házában 1796–1806 és 1807–1818-ig. 1802 és 1804 között a Skót Szabadkőművesek nagymestereként tevékenykedett. 1827-ben elnyerte a Bogáncsrend lovagja címet. III. György brit király 1815. augusztus 11-én morveni (Abeerdenshire) Meldrum báró címet ( 1815) adományozta részére. Gordon 5. hercege 1836. május 28-án bekövetkezett halála után a Huntly márki címet a férfiági örökös, George Gordon, Aboyne 5. grófja követelte. Az Előjogok Bizottsága (Committee for Privileges) 1838. június 21-i döntésében elfogadta a Huntly márkijára vonatkozó igényt. A Bizottság 1838-as döntését eltérően ismertetik a források – részletekért lásd az erről szóló részt.
1801-ben Aboyne grófja megépíttette az Aboyne-kastély keleti szárnyát, majd 1831-ben saját költségén egy függőhidat emelt a Dee folyó felett, Charlestown közelében. 1791-ben feleségül vette Catherine-t, akitől hat fia és három lánya született. Harmadik fia, John Frederick, 1799-ben született, haditengerészeti kapitány volt, és Forfarshire képviselőjeként szolgált a parlamentben. Miután megörökölte nagybátyja Pitcur birtokát, felvette a Hallyburton nevet. Egy másik fia, Henry (1802-ben született), az Brit Kelet-indiai Társaság szolgálatába állt.
Charles Gordon (1792–1863), Huntly 10. márkija
Charles Gordon (1792. január 4. Orton – 1863. szeptember 18.) tanulmányait a Cambridge-i Egyetem St. John's College-ában végezte, majd politikai pályára lépett. 1818 és 1830 között a Tory párt képviselőjeként az East Grinstead választókerületet,  1830 és 1831 között, a Whig párt képviselőjeként Huntingdonshire-t képviselte a parlamentben. Gordon számos udvari tisztséget töltött be. 1826-tól 1830-ig Lord of the Bedchamber, 1840 és 1841 között Lord in Waitingként szolgált. 1861-ben kinevezték Aberdeenshire hadnagyává, ezt a pozíciót haláláig betöltötte. 1853-ban örökölte a  márki címet, tíz évvel később hunyt el.
Charles Gordon (1847–1937), Huntly 11. márkija PC
Charles Gordon (1847. március 5. Orton – 1937. február 20.) mindössze tizenhat évesen örökölte a Huntly márkija címet. Tanulmányait az Eton College-ban kezdte, majd a Cambridge-i Egyetem Trinity College-ában folytatta. 1870 és 1873 között Lord-in-Waitingként szolgált Viktória királynő udvarában, William Gladstone első liberális kormányában, ahol a Lordok Házának kormányzati whipje volt. 1881-ben a Honourable Corps of Gentlemen-at-Arms kapitányává nevezték ki a msáodik Gladstone kormányában. Ugyanebben az évben a Titkos tanács (Privy Council) tagjává választották.
A politikán túl aktívan részt vett az oktatás és kultúra támogatásában. 1890 és 1896 között az Aberdeen Egyetem rektoraként tevékenykedett, és hozzájárult az intézmény fejlődéséhez. Íróként és szerkesztőként is ismert volt: ő írta az Auld Acquaintances és a Milestones című könyveket, valamint szerkesztette a Records of Aboyne című munkát. Ezenkívül tagja volt a Huntingdonshire Megyei Tanácsnak, békebíró és helyettes hadnagy volt Aberdeenshire-ben, az Aberdeen Egyetem díszdoktorává avatták.
Granville Gordon (1856–1907)
Lord Granville Armyne Gordon (1856. június 14. – 1907. június 14.) Charles Gordon, Huntly 10. márkija és Maria Antoinetta Pegus hatodik fia volt. Granville Armyne Gordon – barátainak „Granny“ – különös egyéniség volt: sportember, író, spiritiszta és társasági ember egy személyben. „Az olyan szentek és bölcsek között, akik komoly bölcsességgel tárgyalták a két világot, kevés volt olyan sokoldalú, mint ő.“ – írta róla a christchurch-i Star napilap. Többek között írt egy lóversenyekről szóló regényt is, amelynek címe: Warned Off. Íróként több művet is publikált, köztük a "Sporting Reminiscences" című könyvet 1902-ben.
Nehéz anyagi körülmények között kezdte életét. 1878-ban feleségül vette Charlotte D'Olier Roe-t, Henry Roe dúsgazdag dublini szeszfőző lányát. Apósa röviddel az esküvő után elveszítette vagyonát, megélhetésüket biztosítandó Granville Gordon felesége kalapos üzletet nyitott, az üzlet sikeres volt, nyereséggel működött. Az első Lady Granville Gordon 1900-ban hunyt el.
1901-ben Granville Gordon harmadik félként szerepelt egy válóperben, amelyben unokatestvére, Christian Frederic Gordon („Eric“) elvált feleségétől, Margaret Gordontól. Bár Margaret azt állította, hogy gyermekének apja Lord Granville Gordon, a bíróság kimondta, hogy Lord Granville nem alkalmas a gyermek, Cicely Margot felnevelésére. Granville Gordon 1902-ben elvette Margaretet. Margaret amerikai nő volt, aki először James Close felesége volt. A gazdag férfi egy pólómérkőzésen halt meg 1889-ben. Ezt követően lett „Eric“ Gordon felesége, majd válásuk után Granville Gordon felesége.
Granville Gordon (1883–1930)
Granville Cecil Douglas Gordon (1883. április 28. – 1930. október 3.) karrierjét a Skót Gárdákban (Scots Guards) kezdte, ahol részt vett a búr háborúban, majd később a Welsh Guards alezredesévé vált. Az első világháború idején kiemelkedő szolgálataiért többször említették hivatalos jelentésekben, és számos kitüntetést kapott, köztük a Distinguished Service Order (DSO), a Croix de guerre, a Becsületrend lovagkeresztjét és az Order of the Nile érdemrendet. 1918-ban a Royal Victorian Order parancsnokává (CVO) nevezték ki. 1921-ben Gordon Connaught hercegének személyes kísérője lett.
Douglas Gordon (1908–1987), Huntly 12. márkija
Douglas Charles Lindsey Gordon (1908. február 3. Chelsea – 1987. január 26.) 1941. március 15-én feleségül vette Mary Pamela Berryt, akitől két gyermeke született: Lady Pamela Lemina Gordon és Granville Charles Gomer Gordon, aki később Huntly 13. márkija lett. Első házassága 1965-ben válással végződött. 1977-ben újraházasodott Elizabeth Haworth Leigh-vel. Douglas Gordon 1987. január 26-án hunyt el Surrey-ben, Angliában.
Granville Gordon (1944–), Huntly 13. márkija
Granville Gordon (1944. február 4.–) Gordonstounban tanult. 1987-ben, apja halálával örökölte a Huntly márkija címet és a Gordon klán vezetését. Alkalmanként hozzászólt a Lordok Házában, azonban elveszítette parlamenti helyét az 1999-es Lordok Háza Törvény elfogadása után. Ebben az évben a márkinak cáfolni kellett a pletykákat, miszerint Lady Lucy Gordon, tizenhét éves lánya romantikus kapcsolatban állna a tizennégy éves Vilmos herceggel. A márki nyilatkozata szerint Lucy soha nem találkozott, nem beszélt, és nem írt Vilmos hercegnek, a sajtóban megjelent hírek teljesen alaptalanok voltak. Lucy Gordon az edinburghi főzőiskolában tanult, és az intézmény szóvivője is megerősítette, hogy a fiatal lány semmilyen kapcsolatban nem állt a herceggel. 2020-ban a hetvennyolc éves márki Porsche SUV-jával elütött egy szabályosan közlekedő motorkerékpáros párt, akik hosszú kórházi kezelésre szorultak. A márki fia, Alastair Gordon, a cím örököse 2023-ban Floridában egy árverésen megvásárolt egy Anthony van Dyck stílusában készült festményt, amely George Gordont, Huntly 2. márkiját ábrázolta. Az induló ár 37 000 dollár volt, a leütés ára nem ismert. A kép visszatért a skóciai Aboyne kastélyba. A kép egyik változata, vélelmek szerint az elsődleges verzió, Buccleuch hercege tulajdonában van, restaurálandó.

### Huntly grófja, Huntly márkija, Gordon hercege és Aboyne grófja családfája
A családfán nem szerepel az összes leszármazott, nem tüntettük fel az összes feleséget és gyereket.
- Adam de Gordon (–1402) Felesége: Margaret Fraser (1337–)
  - Elizabeth Gordon (–1439). Férje: Alexander Seton, Lord Gordon (–1440)
    - Alexander Gordon (~1409–1470),  Huntly 1. grófja
      - George Gordon (1441–1501),  Huntly 2. grófja. Felesége: Stuart Annabella skót királyi hercegnő
        - Alexander Gordon (–1524),  Huntly 3. grófja
          - John Gordon (–1517)
            - George Gordon (1514–1562),  Huntly 4. grófja. Felesége: Elizabeth Keith (–1515)
              - Elizabeth Gordon (~1530–). Férje: John Stewart, Atholl 4. grófja (1533–1579)
              - George Gordon (1534–1576),  Huntly 5. grófja. Felesége: Anne Hamilton (~1535–~1574)
                - George Gordon (1562–1636),  Huntly 6. grófja,  Huntly 1. márkija (1599). Felesége: Henrietta Stewart (1573–1642)
                  - John Gordon  (–1630)[m 43],  Melgum 1. vikomtja[m 44] (1627)
                  - George Gordon (1592–1649),  Aboyne 1. vikomtja[m 28] (1632),  Huntly 2. márkija
                    - George Gordon (–1645)
                    - James Gordon (1620–1649),  Aboyne 2. vikomtja[m 28]
                    - Lewis Gordon (1626-1653),  Huntly 3. márkija 
                      - George Gordon (1649-1717), Huntly 4. márkija, majd  Gordon 1. hercege (1684). Felesége: Elisabeth Howard (1659–1732)
                        - Alexander Gordon (1678–1728),  Gordon 2. hercege (1678–1728)
                          - Cosmo Gordon (1720–1752),  Gordon 3. hercege
                            - Alexander Gordon (1743–1827),  Gordon 4. hercege
                              - Charlotte Gordon (1768–1842) Férje: Charles Lennox (1764–1819),  Richmond, Lennox és Aubigny 4. hercege
                                - ...innen lásd Richmond, Lennox és Aubigny hercegei, majd Gordon hercegei ( 1876 II) is

                              - George Gordon (1770–1836),  Gordon 5. hercege
                              - Susan Gordon (1774–1828). Férje: William Montagu (1771–1843),  Manchester 5. hercege
                              - Georgiana Gordon (1781–1853). Férje: John Russell (1766–1839),  Bedford 6. hercege

                            - William Gordon (1744-1823). Felesége: Sarah Lennox (1745–1826)

                        - Jane Gordon (~1691-1773) Férje: James Drummond (1674–1720)[m 45], ◆ Perth 2. hercege[m 46]
                          - James Drummond (1713–1746)[m 47], ◆ Perth 3. hercege[m 46]
                          - John Drummond (1714–1747)[m 48], ◆ Perth 4. hercege[m 46]

                    - Charles Gordon (1638–1681),  Aboyne 1. grófja
                      - Charles Gordon (1670–1702),  Aboyne 2. grófja
                        - John Gordon (1700–1732),  Aboyne 3. grófja
                          - Charles Gordon (1726–1794),  Aboyne 4. grófja
                            - George Gordon (1761–1853),  Aboyne 5. grófja,  Huntly 9. márkija (1836)
                              - Charles Gordon (1792–1863),  Huntly 10. márkija
                                - Charles Gordon (1847–1937),  Huntly 11. márkija
                                - Granville Gordon (1856–1907)
                                  - Granville Gordon (1883–1930)
                                    - Douglas Gordon (1908–1987),  Huntly 12. márkija
                                      - Granville Gordon (1944–)  Huntly 13. márkija
                                        - (1) Alastair Gordon, Aboyne grófja (1973–)
                                          - India Gordon (2006–)
                                          - Beatrice Gordon (2008–)
                                          - (2) Cosmo Gordon, Lord Gordon Strathavon és Glenlivet (2009–)
                                          - Willow Gordon (2012–)

                  - Mary Gordon (kb. 1600–1674). Férje: William Douglas (1589–1660)  Angus 11. grófja, majd  Douglas 1. márkija.[m 49]
                    - Archibald Douglas (kb. 1609 – 1655.)  Angus 12. grófja, innen Angus grófok...
                    - William Douglas (1660-tól Hamilton) (1634–1694)  Selkirk 1. grófja, majd  Hamilton hercege. Felesége: Anne Hamilton Hamilton 3. hercegnője
                    - George Douglas (1635–1691/92)  Dunbarton 1. grófja, innen Dunbarton grófok...

            - Alexander Gordon (–1575)[m 50]
              - John Gordon (1544–1619) Galloway püspöke (1575–1586)

Forrás: a Wikidatára épülő interaktív családfa az EntiTree alkalmazásban